# Kern Edit
Kern Edit (Budapest, 1967. február 28. –) válogatott magyar labdarúgó, csatár. Az első hivatalos női válogatott mérkőzés résztvevője 1985-ben.

## Pályafutása

### Klubcsapatban
1979–80-ban a Postásban kézilabdázott. 1980-ban 13 évesen már a Renova felnőtt labdarúgó csapatában játszott. 1984-ig négyszeres bajnok lett a csapattal a Budapesti Labdarúgó-szövetség által kiírt bajnokságban. Az első hivatalos bajnokságot 1984–85-ben írta ki az MLSZ. 1988-ig négy alkalommal lett ezüstérmes a csapattal és minden idényben megszerezte a gólkirályi címet.
1988-ban az NSZK-ba szerződött a német bajnokság északi csoportjában résztvevő TSV Siegen csapatához, ahol olyan neves csapattársak mellett szerepelt, mint Marion Isbert, Jutta Nardenbach, Silvia Neid és Martina Voss. Három idényt játszott a német csapatban, és mind a három idényben bajnok és gólkirály lett az együttessel az északi csoportban. Az 1990–91 létrejött Frauen-Bundesliga első bajnoka.
A sikeres bajnoki szereplés mellett a német kupát egyszer nyerte meg a csapattal, egyszer pedig a kupadöntőbe jutott, ahol a Lovász Gyöngyivel felálló Brauweiler győzte le őket.
Ezt követően a Bayern München labdarúgója lett, ahol a női együttes meghatározó tagja volt a német másodosztályban. Miután nem sikerült felkerülniük az élvonalba, eligazolt a csapattól.
1. FFC Frankfurtban is megfordult pályafutása végén.

### A válogatottban
1985 és 1995 között 36 alkalommal szerepelt a válogatottban és 25 gólt szerzett.

## Sikerei, díjai
- Magyar bajnokság (nem hivatalos)
  - bajnok: 1980–81, 1981–82, 1982–83, 1983–84
- Magyar bajnokság
  - 2.: 1984–85, 1985–86, 1986–87, 1987–88, 1997–98
  - gólkirály: 1984–85, 1985–86, 1986–87, 1987–88
- Német bajnokság
  - bajnok: 1990–91
- Német bajnokság (Északi)
  - bajnok: 1988–89, 1989–90, 1990–91
  - gólkirály: 1988–89, 1989–90, 1990–91
- Német kupa
  - győztes: 1989

## Statisztika

### Mérkőzései a válogatottban
| Magyarország | Magyarország         | Magyarország             | Magyarország  | Magyarország | Magyarország  | Magyarország     | Magyarország | Magyarország           |
| #            | Dátum                | Helyszín                 | Hazai         | Eredmény     | Vendég        | Kiírás           | Gólok        | Esemény                |
| ------------ | -------------------- | ------------------------ | ------------- | ------------ | ------------- | ---------------- | ------------ | ---------------------- |
| 1.           | 1985. április 9.     | Siófok, Városi Stadion   | Magyarország  | 1 – 0        | NSZK          | barátságos       | -            |                        |
| 2.           | 1985. április 14.    | Pozsony                  | Csehszlovákia | 2 – 2        | Magyarország  | barátságos       | -            |                        |
| 3.           | 1985. április 27.    | Szekszárd                | Magyarország  | 1 – 0        | Spanyolország | Eb-selejtező     | -            |                        |
| 4.           | 1985. május 25.      | Gyöngyös                 | Magyarország  | 2 – 3        | Olaszország   | Eb-selejtező     | -            |                        |
| 5.           | 1986. április 15.    | Straubing                | NSZK          | 2 – 1        | Magyarország  | barátságos       | -            | becserélve             |
| 6.           | 1986. május 3.       | Potenza                  | Olaszország   | 1 – 0        | Magyarország  | Eb-selejtező     | -            |                        |
| 7.           | 1986. szeptember 18. | Veszprém                 | Magyarország  | 1 – 4        | Svédország    | barátságos       | -            | 68'                    |
| 8.           | 1986. szeptember 27. | Kaposvár                 | Magyarország  | 5 – 1        | Jugoszlávia   | barátságos       | 3            | 7' 29' 60'             |
| 9.           | 1986. október 11.    | Eger                     | Magyarország  | 1 – 1        | Svájc         | Eb-selejtező     | -            |                        |
| 10.          | 1988. április 30.    | San Benedetto del Tronto | Olaszország   | 5 – 1        | Magyarország  | Eb-selejtező     | -            |                        |
| 11.          | 1988. június 11.     | Zürich                   | Svájc         | 3 – 0        | Magyarország  | Eb-selejtező     | -            | becserélve             |
| 12.          | 1990. november 14.   | Kristiansand             | Norvégia      | 2 – 1        | Magyarország  | Eb-negyeddöntő   | 1            | 79'                    |
| 13.          | 1990. október 25.    | Budapest, Budafok        | Magyarország  | 0 – 2        | Norvégia      | Eb-negyeddöntő   | -            |                        |
| 14.          | 1991. október 6.     | Moszkva, Torpedo Stadion | Szovjetunió   | 2 – 1        | Magyarország  | Eb-selejtező     | -            |                        |
| 15.          | 1991. október 27.    | Pernik                   | Bulgária      | 0 – 1        | Magyarország  | Eb-selejtező     | 1            | 35' 68'                |
| 16.          | 1992. március 30.    | Várna (BUL)              | Magyarország  | 1 – 0        | Spanyolország | nemzetközi torna | 1            | Gól                    |
| 17.          | 1992. április 4.     | Várna (BUL)              | Magyarország  | 0 – 3        | Svédország    | nemzetközi torna | -            |                        |
| 18.          | 1992. április 5.     | Várna (BUL)              | Magyarország  | 0 – 3        | Dél-Korea     | nemzetközi torna | -            |                        |
| 19.          | 1992. április 29.    | Budapest, Hévízi út      | Magyarország  | 3 – 0        | Ausztria      | barátságos       | 1            | 55' (11-esből)         |
| 20.          | 1992. május 17.      | Budapest, Hévízi út      | Magyarország  | 0 – 0        | FÁK           | Eb-selejtező     | -            |                        |
| 21.          | 1993. április 9.     | Budapest, REAC pálya     | Magyarország  | 0 – 2        | Olaszország   | barátságos       | -            |                        |
| 22.          | 1993. szeptember 26. | Espoo                    | Finnország    | 1 – 1        | Magyarország  | Eb-selejtező     | -            |                        |
| 23.          | 1993. október 16.    | Bergen                   | Norvégia      | 8 – 0        | Magyarország  | Eb-selejtező     | -            |                        |
| 24.          | 1994. május 14.      | Staré Město              | Csehország    | 0 – 0        | Magyarország  | Eb-selejtező     | -            |                        |
| 25.          | 1994. augusztus 26.  | Madras (IND)             | Magyarország  | 4 – 0        | Chile         | nemzetközi torna | 2            | 21' 72'                |
| 26.          | 1994. augusztus 30.  | Madras (IND)             | Magyarország  | 7 – 0        | Üzbegisztán   | nemzetközi torna | 3            | 10' 32' 70'            |
| 27.          | 1994. szeptember 2.  | Madras                   | India         | 1 – 8        | Magyarország  | nemzetközi torna | 4            | 7' 13' 47' 78'         |
| 28.          | 1994. szeptember 6.  | Madras (IND)             | Magyarország  | 1 – 4        | Ghána         | nemzetközi torna | -            | 46'                    |
| 29.          | 1994. szeptember 10. | Kecskemét                | Magyarország  | 4 – 4        | Csehország    | Eb-selejtező     | 3            | 54' 56' (11-esből) 65' |
| 30.          | 1994. szeptember 24. | Budapest                 | Magyarország  | 0 – 1        | Finnország    | Eb-selejtező     | -            |                        |
| 31.          | 1995. március 25.    | Bordeaux                 | Franciaország | 2 – 0        | Magyarország  | barátságos       | -            |                        |
| 32.          | 1995. május 6.       | Mosonmagyaróvár          | Magyarország  | 3 – 2        | Csehország    | barátságos       | 1            | 2'                     |
| 33.          | 1995. szeptember 5.  | Jesolo                   | Olaszország   | 1 – 0        | Magyarország  | barátságos       | -            |                        |
| 34.          | 1995. szeptember 6.  | Jesolo (ITA)             | Franciaország | 2 – 0        | Magyarország  | barátságos       | -            |                        |
| 35.          | 1995. október 4.     | Kecskemét                | Magyarország  | 6 – 0        | Törökország   | Eb-selejtező     | 5            | 2' 13' 26' 41' 61'     |
| 36.          | 1995. október 22.    | Debrecen                 | Magyarország  | 1 – 1        | Ukrajna       | Eb-selejtező     | -            |                        |
|              | Összesen             |                          |               | 36           | mérkőzés      |                  | 25           | gól                    |